# J'ai pas vingt ans
"J'ai Pas Vingt Ans" (tiếng Anh: I'm Not Twenty) là đĩa đơn thứ sáu của Alizée, phát hành vào tháng 6 năm 2003. Bản tiếng Anh của "J'ai Pas Vingt Ans" là "I'm Not Twenty." "J'ai pas vingt ans" sau này được remix bởi Benny Benassi.

## Định dạng và danh sách track
Đĩa đơn tiếng Pháp
1. "J'ai pas vingt ans" (4:15)
2. "I'm Fed Up!" (4:40)

Đĩa đơn Maxi tiếng Pháp
1. "J'ai pas vingt ans" (Single Version) (4:15)
2. "J'ai pas vingt ans" (Sfaction Club Remix) (5:45)
3. "J'ai pas vingt ans" (Attitude Dance Remix) (4:10)
4. "J'ai pas vingt ans" (Attitude Dub Mix) (6:45)

Đĩa vinyl 12" tiếng Pháp
A Side:
1. "J'ai pas vingt ans" (Sfaction Club Remix) (5:45)

B Side:
1. "J'ai pas vingt ans" (Attitude Dance Remix) (4:10)

## Vị trí trên bảng xếp hạng
| Quốc gia            | Vị trí | Tuần |
| ------------------- | ------ | ---- |
| Top 100 của Pháp    | 17     | 22   |
| Top 40 của Bỉ       | 20     | 14   |
| Top 100 của Thụy Sĩ | 60     | 6    |
| Top 100 của Áo      | 60     | 3    |

## Dẫn chứng
1. ↑  lescharts.com - Alizée - J'ai pas vingt ans
2. ↑  ultratop.be - Alizée - J'ai pas vingt ans
3. ↑  Alizée - J'ai pas vingt ans - hitparade.ch
4. ↑  Alizée - J'ai pas vingt ans - austriancharts.at